# فنتوراود ابی
فنتوراود ابی (انگلیسی: Fontevraud Abbey) صومعهای در نزدیکی شینون بود.

## منابع

فنتوراود ابی - L'Abbaye de Fontevraud
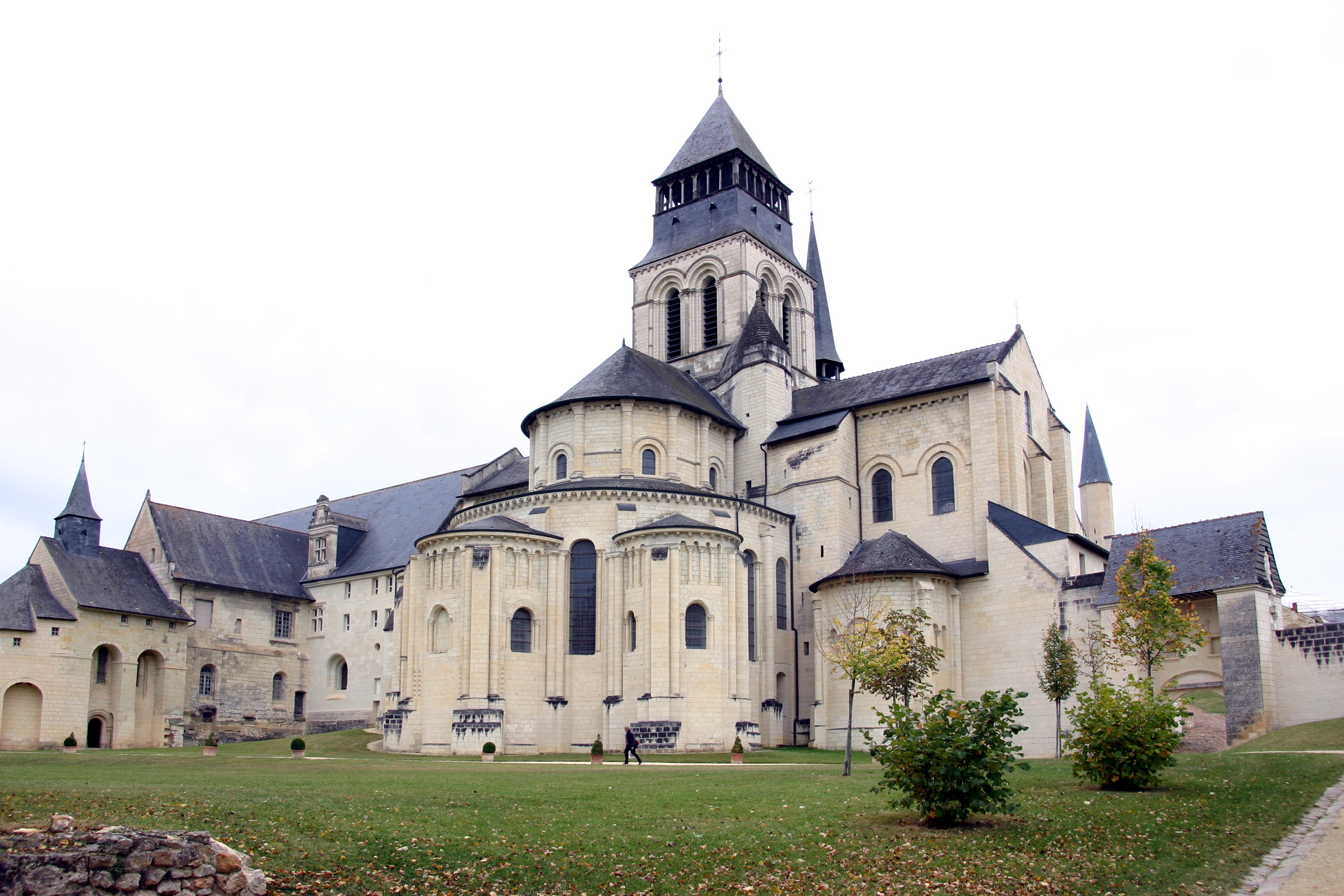
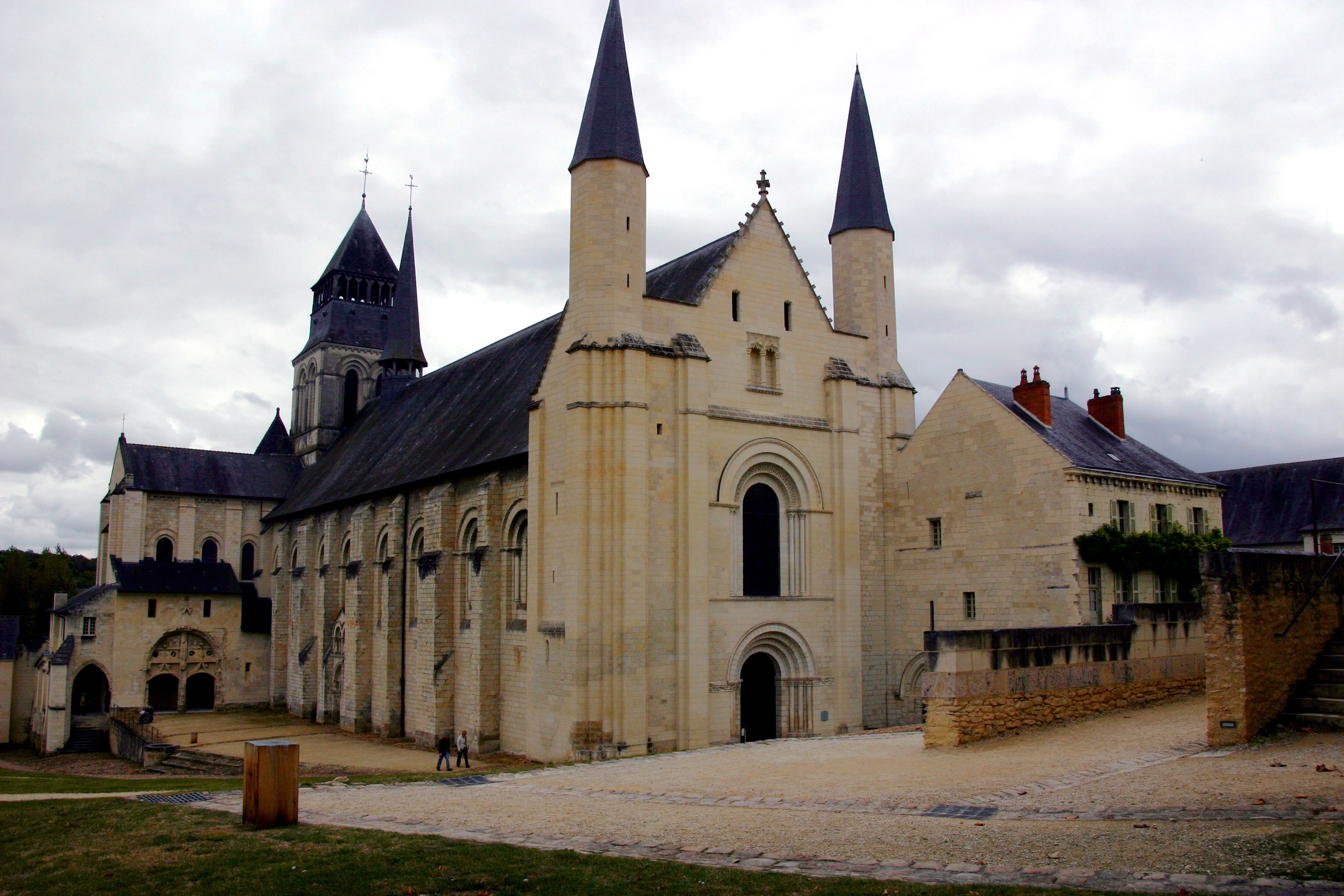
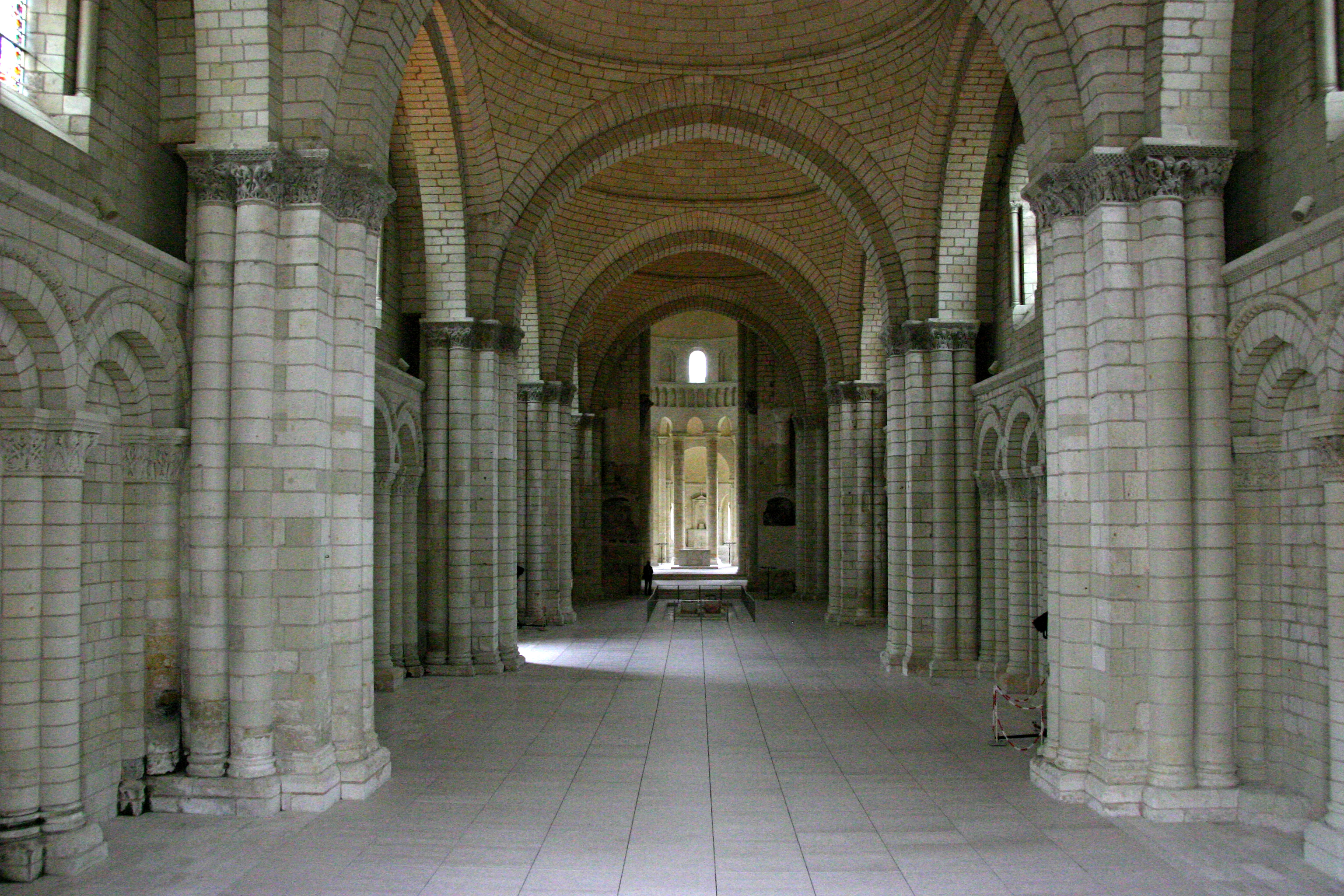
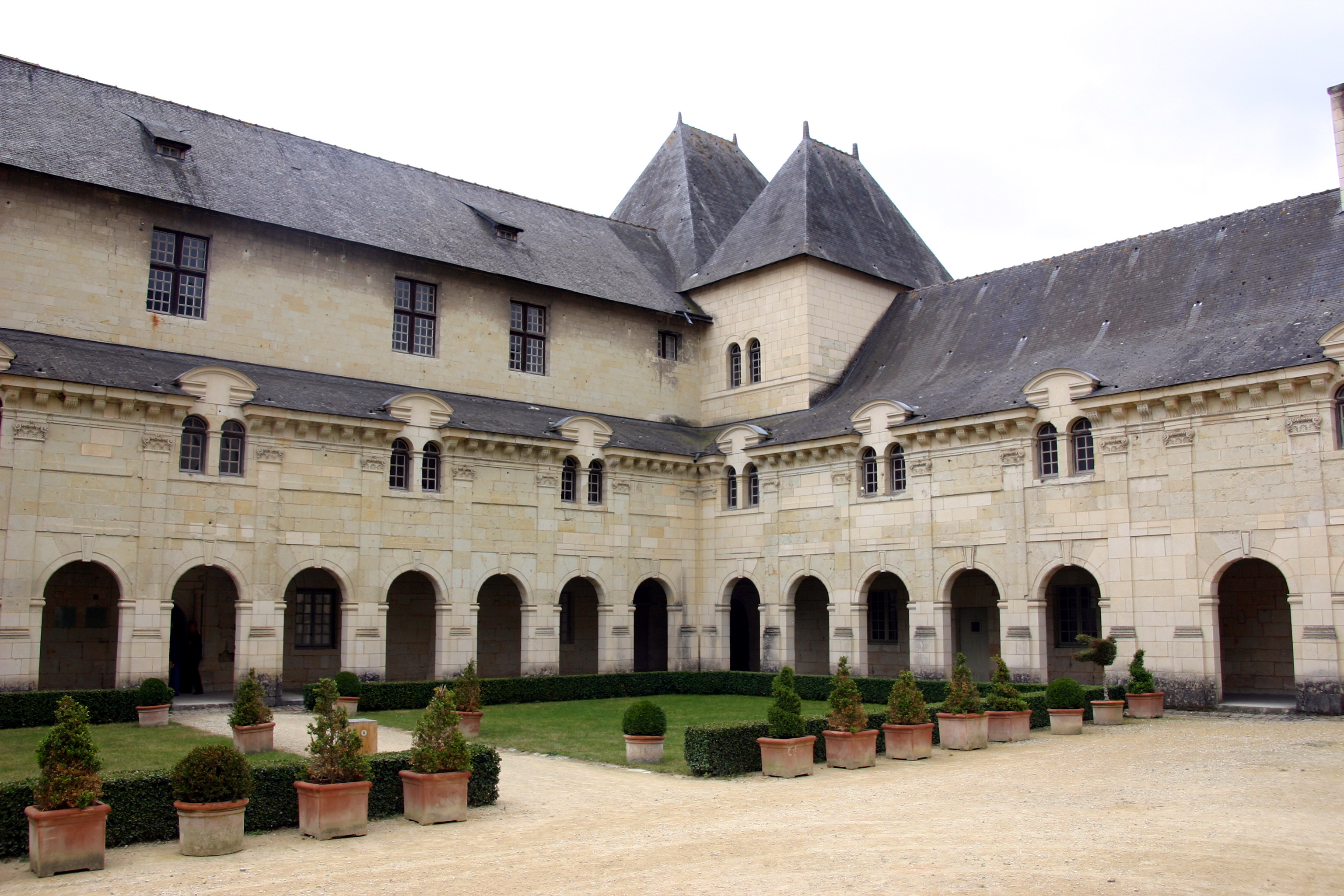
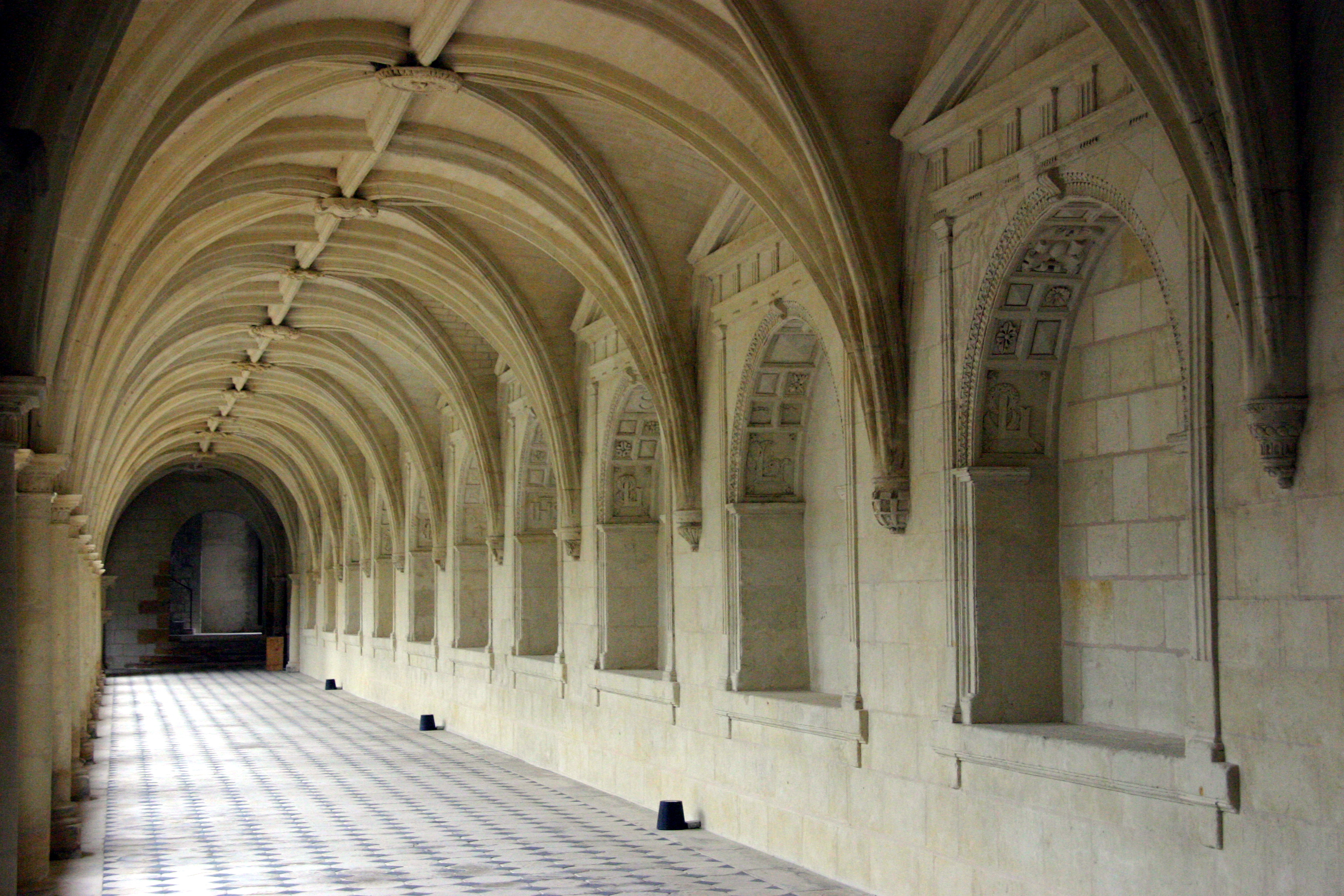
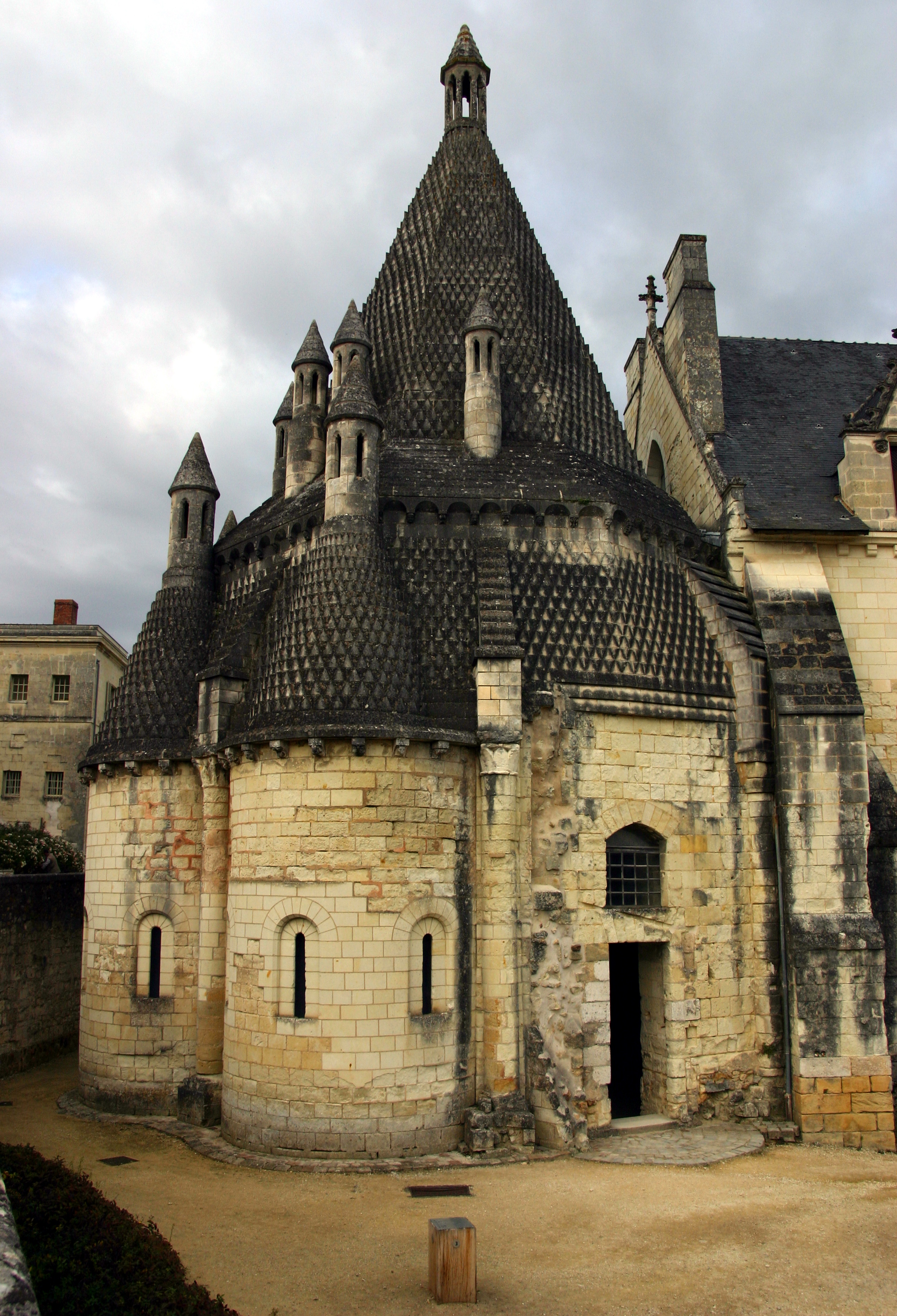